# Rosenflockelssläktet
Rosenflockelssläktet (Eutrochium) är ett växtsläkte i familjen korgblommiga växter med fem arter från Nordamerika.
Tidigare fördes arterna till flockelsläktet (Eupatorium).